# Laothus
Laothus is een geslacht van vlinders van de familie Lycaenidae, uit de onderfamilie Theclinae.

## Soorten
- L. barajo (Reakirt, 1866)
- L. cockaynei (Goodson, 1945)
- L. erybathis (Hewitson, 1867)
- L. gibberosa (Hewitson, 1867)
- L. numen (Druce, 1907)
- L. oceia (Godman & Salvin, 1887)
- L. phydela (Hewitson, 1867)
- L. viridicans (Felder & Felder, 1865)